# قائمة المعالم الأثرية المصنفة في مصر
تحتوي هذه المقالة قائمة المعالم الأثرية المصنفة في مصر.

## محافظة أسوان
| رقم        | اسم                           | وصف  | موقع                  | مركز/مدينة | محافظة         | تصريح تصوير | الإحداثيات                                      | صورة |
| ---------- | ----------------------------- | ---- | --------------------- | ---------- | -------------- | ----------- | ----------------------------------------------- | ---- |
| EG-ASN-001 | معبد أبو سمبل                 | قديم |                       | أبو سمبل   | أسوان (محافظة) | لا          | 22°20′13″N 31°37′32″E / 22.336944°N 31.625556°E | صورة |
| EG-ASN-002 | جزيرة فيلة                    | قديم |                       | أسوان      | أسوان          | لا          | 24°01′31″N 32°53′03″E / 24.025278°N 32.884167°E | صورة |
| EG-ASN-003 | السد العالي                   | حديث |                       | أسوان      | أسوان          | لا          | 32°53′03″N 32°52′37″E / 32.884167°N 32.877°E    | صورة |
| EG-ASN-004 | جزيرة إلفنتين                 | قديم |                       | أسوان      | أسوان          | لا          | 24°05′28″N 32°53′24″E / 24.091°N 32.89°E        | صورة |
| EG-ASN-005 | قبر أغاخان                    | قديم |                       | أسوان      | أسوان          | لا          | 24°05′18″N 32°52′44″E / 24.088275°N 32.878897°E | صورة |
| EG-ASN-006 | رمز الصداقة المصرية السوفييتة | حديث | بالقرب من السد العالي | أسوان      | أسوان          | لا          | 23°58′12″N 32°52′37″E / 23.97°N 32.877°E        | صورة |
| EG-ASN-007 | معبد إدفو                     | حديث |                       | أسوان      | أسوان          | لا          | 24°58′40″N 32°52′24″E / 24.977778°N 32.873333°E | صورة |
| EG-ASN-007 | معبد كوم أمبو                 | حديث |                       | أسوان      | أسوان          | لا          | 24°27′08″N 32°55′42″E / 24.452197°N 32.928375°E | صورة |

## محافظة أسيوط
| رقم        | اسم                    | وصف                                 | موقع                            | مركز/مدينة | محافظة | تصريح تصوير | الإحداثيات                                      | صورة |
| ---------- | ---------------------- | ----------------------------------- | ------------------------------- | ---------- | ------ | ----------- | ----------------------------------------------- | ---- |
| EG-AST-001 | حمام ثابت الاثرى       | مصر العثمانية                       | حي القيسارية                    | أسيوط      |        | لا          |                                                 | صورة |
| EG-AST-002 | قنطرة المجذوب          | قناطر، عصر محمد علي باشا            | ميدان المجذوب                   | أسيوط      |        | لا          | 27°12′21″N 31°11′19″E / 27.205756°N 31.188478°E | صورة |
| EG-AST-003 | مسجد المجاهدين (أسيوط) | مسجد معلق، مصر العثمانية            |                                 | أسيوط      |        | لا          | 27°12′31″N 31°06′19″E / 27.208657°N 31.105336°E | صورة |
| EG-AST-009 | دير المحرق             | دير أثري                            | جبل أسيوط الغربي                | أسيوط      |        | لا          | 27°06′42″N 31°10′01″E / 27.111692°N 31.166872°E | صورة |
| EG-AST-010 | دير الأنبا صرابامون    | دير أثري                            | ديروط الشريف                    | ديروط      |        | لا          | 27°35′21″N 30°48′26″E / 27.589082°N 30.807314°E | صورة |
| EG-AST-011 | دير العذراء (درنكة)    | دير أثري وبه مواقع رومانية          | دير الجنادلة                    | الغنايم    |        | لا          | 26°56′59″N 31°18′20″E / 26.949813°N 31.305550°E | صورة |
| EG-AST-004 | مسجد الفرغل            | مسجد أثري                           |                                 | أبو تيج    |        | لا          | 27°02′47″N 31°19′11″E / 27.046337°N 31.319601°E | صورة |
| EG-AST-005 | الجامع الأموي          | العصر الأموي                        |                                 | أسيوط      |        | لا          | 27°10′46″N 31°10′44″E / 27.179399°N 31.178834°E | صورة |
| EG-AST-006 | مسجد الكاشف            | مسجد أثري، مصر العثمانية            | حي القيسارية                    | منفلوط     |        | لا          | 27°18′46″N 30°58′19″E / 27.312914°N 30.971829°E | صورة |
| EG-AST-007 | دير المحرق             | القرن الرابع الميلادي               | جبل أسيوط الغربي                | القوصية    |        | لا          | 27°23′04″N 30°46′44″E / 27.384505°N 30.778806°E | صورة |
| EG-AST-008 | الدير المعلق           | القرن الرابع الميلادي               | المعابدة                        | أبنوب      |        | لا          | 27°21′28″N 31°00′43″E / 27.357670°N 31.011937°E | صورة |
| EG-AST-012 | منطقة مير الأثرية      | الأسرة السادسة - الأسرة الثانية عشر | مير                             | القوصية    |        |             | 27°26′40″N 30°49′00″E / 27.444444°N 30.816667°E | صورة |
| EG-AST-013 | مقابر الهمامية         | الأسرة الخامسة                      | الهمامية                        | البداري    |        |             |                                                 | صورة |
| EG-AST-014 | قصير العمارنة          | الأسرة السادسة - الأسرة الثانية عشر | قصير العمارنة                   | القوصية    |        |             | 27°25′50″N 30°52′33″E / 27.430465°N 30.875734°E | صورة |
| EG-AST-015 | مقابر دير ريفا         | عصر الدولتين الوسطى والحديثة        | جبل أسيوط الغربي                | أسيوط      |        |             |                                                 | صورة |
| 16         | دير الجبراوي           | عصر الدولتين القديمة والوسطى        | دير الجبراوي                    | أبنوب      |        |             | 27°20′00″N 31°06′00″E / 27.333333°N 31.1°E      | صورة |
| EG-AST-017 | جبل أسيوط الغربي       | عصر الدولتين القديمة والوسطى        | جبل أسيوط الغربي                | أسيوط      |        |             |                                                 | صورة |
| EG-AST-018 | قناطر أسيوط            | أنشئت عام 1902                      |                                 | أسيوط      |        | لا          | 27°12′11″N 31°11′25″E / 27.20292°N 31.19021°E   | صورة |
| EG-AST-019 | محمية وادي الأسيوطي    | محمية                               | دلتا وادي حبيب، الصحراء الشرقية | أسيوط      |        |             | 27°12′44″N 31°20′21″E / 27.212222°N 31.339167°E | صورة |
| EG-AST-020 | قصر ألكسان باشا        | قصر                                 | مدينة أسيوط                     | أسيوط      |        |             | 27°11′21″N 31°11′32″E / 27.189083°N 31.192111°E | صورة |

## محافظة الإسكندرية
| رقم        | اسم                         | وصف | موقع                | مركز/مدينة | محافظة     | تصريح تصوير | الإحداثيات                                      | صورة               |
| ---------- | --------------------------- | --- | ------------------- | ---------- | ---------- | ----------- | ----------------------------------------------- | ------------------ |
| EG-ALX-001 | عمود السواري                | قديم |                     | الإسكندرية | الإسكندرية | لا          | 31°10′57″N 29°53′47″E / 31.182494°N 29.896453°E | صورة               |
| EG-ALX-002 | جامع القائد إبراهيم         | قديم |                     | الإسكندرية | الإسكندرية | لا          | 31°12′12″N 29°54′14″E / 31.203220°N 29.903881°E | قديم · Upload file |
| EG-ALX-003 | دار أوبرا الإسكندرية        | قديم |                     | الإسكندرية | الإسكندرية | لا          | 31°11′48″N 29°54′05″E / 31.196667°N 29.901389°E | صورة               |
| EG-ALX-005 | قلعة قايتباي                | قديم |                     | الإسكندرية | الإسكندرية | لا          | 31°12′47″N 29°53′07″E / 31.213°N 29.8852°E      | صورة               |
| EG-ALX-007 | المتحف الغارق               | قديم |                     | الإسكندرية | الإسكندرية | لا          |                                                 | صورة               |
| EG-ALX-008 | مقابر كوم الشقافة           | قديم |                     | الإسكندرية | الإسكندرية | لا          | 31°10′43″N 29°53′35″E / 31.178558°N 29.892954°E | صورة               |
| EG-ALX-009 | المسرح الروماني             | قديم |                     | الإسكندرية | الإسكندرية | لا          | 31°11′41″N 29°54′15″E / 31.194695°N 29.904170°E | صورة               |
| EG-ALX-010 | قصر المنتزة                 | قديم |                     | الإسكندرية | الإسكندرية | لا          | 31°17′19″N 30°00′57″E / 31.2886°N 30.0159°E     | صورة               |
| EG-ALX-011 | كوبري ستانلي                | حديث |                     | الإسكندرية | الإسكندرية | لا          | 31°14′06″N 29°56′55″E / 31.235044°N 29.948645°E | صورة               |
| EG-ALX-012 | نصب الجندي المجهول          | حديث |                     | الإسكندرية | الإسكندرية | لا          | 31°11′59″N 29°53′37″E / 31.199722°N 29.893611°E | صورة               |
| EG-ALX-013 | مكتبة الاسكندرية            | حديث |                     | الإسكندرية | الإسكندرية | لا          | 31°12′32″N 29°54′33″E / 31.208889°N 29.909167°E | صورة               |
| EG-ALX-014 | متحف الأحياء المائية        | حديث | القلعة بالانفوشي    | الإسكندرية | الإسكندرية | لا          | 31°12′47″N 29°53′07″E / 31.213°N 29.8852°E      | صورة               |
| EG-ALX-015 | محيط مسجد المرسي أبو العباس | قديم | منطقة بحري          | الإسكندرية | الإسكندرية | لا          | 31°12′20″N 29°52′56″E / 31.205472°N 29.882167°E | صورة               |
| EG-ALX-016 | مسجد تربانة                 | قديم. أنشأ سنة 1097هـ - 1685م ويعتبر آخر أثر من آثار الدولة الفاطمية في الإسكندرية | منطقة بحري          | الإسكندرية | الإسكندرية | لا          | 31°12′09″N 29°52′46″E / 31.202519°N 29.879546°E | صورة               |
| EG-ALX-017 | فنار الإسكندرية             | من عجائب الدنيا السبع التي ذكرها الإغريق، وكان موقعها على طرف شبه جزيرة فاروس وهي المكان الحالي لقلعة قايتباي بمدينة الإسكندرية المصرية. تعتبر أول منارة في العالم. أقامها سوستراتوس في عهد بطليموس الثاني عام 270 ق.م وكانت ترتفع 120 مترا ودمرت في زلزال عام 1323.                                                                                  | منطقة بحري          | الإسكندرية | الإسكندرية | لا          | 31°12′51″N 29°53′06″E / 31.214167°N 29.885°E    | صورة               |
| EG-ALX-018 | طابية كوسا باشا             | تاريخ إنشاء "طابية كوسا باشا" يعود إلى عام 1807 م، حين أمر حاكم مصر الوالي محمد علي باشا، أحد كبار قادة جيشه ويدعى محمد كوسا باشا، الذي شغل منصب الحاكم الإداري لمنطقة أبو قير -فيما بعد- ببنائها ونسبت إليه، وكان الهدف من بنائها أن تكون حصناً منيعاً لصد هجمات الغزاة عن شرق الإسكندرية، وخاصة بعد رحيل الحملة الفرنسية، وفشل حملة فريزر الإنجليزية. | أبو قير، الإسكندرية | الإسكندرية | الإسكندرية | لا          | 31°19′28″N 30°03′50″E / 31.324485°N 30.063996°E | صورة               |
| EG-ALX-018 | متحف المجوهرات الملكية      | متحف يعرض مجوهرات الأسر المالكة التي حكمت مصر . | زيزينيا، الإسكندرية | الإسكندرية | الإسكندرية | لا          | 31°19′28″N 30°03′50″E / 31.324485°N 30.063996°E | صورة               |

## محافظة الإسماعيلية
| رقم        | اسم                               | وصف  | موقع | مركز/مدينة  | محافظة               | تصريح تصوير | الإحداثيات                                      | صورة               |
| ---------- | --------------------------------- | ---- | ---- | ----------- | -------------------- | ----------- | ----------------------------------------------- | ------------------ |
| EG-ISM-001 | كنيسة السيدة العذراء بالإسماعيلية | قديم |      | الإسماعيلية | الإسماعيلية (محافظة) | لا          | 30°35′53″N 32°16′12″E / 30.598159°N 32.270064°E | قديم · Upload file |

## محافظة الأقصر
| رقم       | اسم               | وصف  | موقع | مركز/مدينة | محافظة          | تصريح تصوير | الإحداثيات                                        | صورة |
| --------- | ----------------- | ---- | ---- | ---------- | --------------- | ----------- | ------------------------------------------------- | ---- |
| EG-LX-001 | معبد الكرنك       | قديم |      | الأقصر     | الأقصر (محافظة) | لا          | 25°43′07″N 32°39′27″E / 25.71874°N 32.6574°E      | صورة |
| EG-LX-002 | وادي الملوك       | قديم |      | الأقصر     | الأقصر (محافظة) | لا          | 25°44′27″N 32°36′08″E / 25.740833°N 32.602222°E   | صورة |
| EG-LX-003 | طريق الكباش       | قديم |      | الأقصر     | الأقصر (محافظة) | لا          |                                                   | صورة |
| EG-LX-004 | معبد الأقصر       | قديم |      | الأقصر     | الأقصر (محافظة) | لا          | 25°42′00″N 32°38′21″E / 25.7°N 32.639167°E        | صورة |
| EG-LX-005 | معبد رمسيس الثالث | قديم |      | الأقصر     | الأقصر (محافظة) | لا          | 25°43′11″N 32°36′03″E / 25.7197°N 32.6007°E       | صورة |
| EG-LX-006 | الدير البحري      | قديم |      | الأقصر     | الأقصر (محافظة) | لا          | 25°44′18″N 32°36′28″E / 25.738333°N 32.607778°E   | صورة |
| EG-LX-007 | تمثالا ممنون      | قديم |      | الأقصر     | الأقصر (محافظة) | لا          | 25°43′14″N 32°36′46″E / 25.7206023°N 32.6126443°E | صورة |

## محافظة الجيزة
| رقم       | اسم                         | وصف  | موقع                           | مركز/مدينة             | محافظة          | تصريح تصوير | الإحداثيات                                      | صورة               |
| --------- | --------------------------- | ---- | ------------------------------ | ---------------------- | --------------- | ----------- | ----------------------------------------------- | ------------------ |
| EG-GZ-001 | الهرم الأحمر                | قديم |                                | الجيزة                 | الجيزة          | لا          | 29°48′32″N 31°12′23″E / 29.808784°N 31.206381°E | صورة               |
| EG-GZ-001 | جزيرة الوراق                | قديم |                                | الجيزة                 | القاهرة         | لا          | 30°07′04″N 31°14′02″E / 30.117820°N 31.233758°E | صورة               |
| EG-GZ-002 | حديقة الحيوان               | قديم |                                | الجيزة                 | الجيزة          | لا          | 30°01′28″N 31°12′50″E / 30.024533°N 31.213897°E | صورة               |
| EG-GZ-003 | المركز الإستكشافي للعلوم    | حديث |                                | مدينة السادس من أكتوبر | الجيزة          | لا          | 29°59′34″N 31°00′53″E / 29.992640°N 31.014748°E | صورة               |
| EG-GZ-004 | مدينة الإنتاج الإعلامي      | حديث |                                | مدينة السادس من أكتوبر | الجيزة          | لا          | 29°57′40″N 31°01′05″E / 29.961111°N 31.018056°E | صورة               |
| EG-GZ-005 | القرية الذكية               | حديث | طريق مصر - الإسكندرية الصحراوي |                        | الجيزة          | لا          | 30°04′36″N 31°01′08″E / 30.076667°N 31.018889°E | صورة               |
| EG-GZ-006 | مسرح البالون، السيرك القومي | حديث |                                | الجيزة                 | الجيزة (محافظة) | لا          | 30°03′41″N 31°12′50″E / 30.061337°N 31.213916°E | صورة               |
| EG-GZ-007 | متحف محمد محمود خليل وحرمه  | حديث |                                | الجيزة                 | الجيزة          | نعم         | 30°02′08″N 31°13′11″E / 30.035556°N 31.219722°E | صورة               |
| EG-GZ-008 | أهرام الجيزة                | قديم | هضبة الأهرام                   | الجيزة                 | الجيزة          | لا          | 29°59′00″N 31°08′00″E / 29.983333°N 31.133333°E | صورة               |
| EG-GZ-009 | أبو الهول                   | قديم | هضبة الأهرام                   | الجيزة                 | الجيزة          | لا          | 29°58′31″N 31°08′15″E / 29.975278°N 31.1375°E   | قديم · Upload file |
| EG-GZ-010 | جامعة القاهرة               | حديث |                                | الجيزة                 | الجيزة          | لا          | 30°01′39″N 31°12′37″E / 30.0276°N 31.21014°E    | حديث · Upload file |

## محافظة البحر الأحمر
| رقم       | اسم                    | وصف | موقع | مركز/مدينة | محافظة       | تصريح تصوير | الإحداثيات                                      | صورة |
| --------- | ---------------------- | --- | ---- | ---------- | ------------ | ----------- | ----------------------------------------------- | ---- |
| EG-HR-001 | جزيرة شدوان            |     |      | الغردقة    | البحر الأحمر | لا          | 27°30′19″N 33°58′56″E / 27.5052°N 33.9821°E     | صورة |
| EG-HR-001 | مسجد الميناء (الغردقة) |     |      | الغردقة    | البحر الأحمر | لا          | 27°15′04″N 33°49′14″E / 27.251133°N 33.820498°E | صورة |

## محافظة البحيرة
| رقم       | اسم                | وصف | موقع         | مركز/مدينة | محافظة  | تصريح تصوير | الإحداثيات                                        | صورة |
| --------- | ------------------ | --- | ------------ | ---------- | ------- | ----------- | ------------------------------------------------- | ---- |
| EG-BH-001 | جزيرة الرحمانية    | محمية | فرع رشيد     | الرحمانية  | البحيرة | لا          | 31°07′09″N 30°38′28″E / 31.1192°N 30.6411°E       | صورة |
| EG-BH-002 | مسجد الحبشي        | قديم |              | دمنهور     | البحيرة | لا          | 31°02′41″N 30°28′09″E / 31.044693°N 30.469275°E   | صورة |
| EG-BH-003 | مسجد التوبة        | قديم |              | دمنهور     | البحيرة | لا          | 31°02′11″N 30°28′09″E / 31.036395°N 30.469109°E   | صورة |
| EG-BH-004 | دار أوبرا دمنهور   | قديم |              | دمنهور     | البحيرة | لا          | 31°02′23″N 30°28′09″E / 31.039759°N 30.469201°E   | صورة |
| EG-BH-005 | قصر جناكليس        | بالقرب من طريق القاهرة - الإسكندرية الصحراوي | أبو المطامير |            | البحيرة | لا          | 30°09′29″N 30°51′35″E / 30.158115°N 30.859823°E   | صورة |
| EG-BH-006 | طابية رشيد         | هو حصن أنشئه المملوك الأشرف قايتباي في القرن الخمس عشر. تم احتلاله إبان الحملة الفرنسية على مصر عام 1799. ويعتبر هو موطن اكتشاف حجر رشيد. | رشيد         | رشيد       | البحيرة | لا          | 31°27′29″N 30°22′34″E / 31.458051°N 30.376188°E   | صورة |
| EG-BH-007 | منزل الأمصيلي      | عد منزل الأمصيلي أحد أهم منازل رشيد الأثرية، يتميز بطراز معماري فريد وزخارف متميزة تحمل طابعًا خاصًا ومميزًا للحقبة التاريخية التي بُني بها. شيد المنزل عثمان أغا الطوبجى، عام 1223هـ - 1808م، وهو أحد قائديالجيش العثماني في رشيد، وآلت ملكيته بعد ذلك إلى أحمد الأمصيلي، والذي ينتسب إلى مدينة اماصيا بتركيا. | رشيد         | رشيد       | البحيرة | لا          | 31°24′05″N 30°25′09″E / 31.401322°N 30.419072°E   | صورة |
| EG-BH-008 | مسجد المعلق        | | رشيد         | رشيد       | البحيرة | لا          | 31°24′06″N 30°25′21″E / 31.401704°N 30.422563°E   | صورة |
| EG-BH-009 | متحف رشيد          | | رشيد         | رشيد       | البحيرة | لا          | 31°24′18″N 30°25′20″E / 31.404881°N 30.422149°E   | صورة |
| EG-BH-010 | مسجد المحلي        | قديم | رشيد         | رشيد       | البحيرة | لا          | 31°24′14″N 30°25′14″E / 31.403875°N 30.4204583°E  | صورة |
| EG-BH-011 | مسجد المشيد بالنور | قديم | رشيد         | رشيد       | البحيرة | لا          | 31°24′14″N 30°25′14″E / 31.403875°N 30.4204583°E  | صورة |
| EG-BH-012 | مسجد الجندي        | قديم | رشيد         | رشيد       | البحيرة | لا          | 31°24′14″N 30°25′14″E / 31.403875°N 30.4204583°E  | صورة |
| EG-BH-013 | مسجد الصامت        | قديم | رشيد         | رشيد       | البحيرة | لا          | 31°24′14″N 30°25′14″E / 31.403875°N 30.4204583°E  | صورة |
| EG-BH-014 | مسجد زغلول         | قديم | رشيد         | رشيد       | البحيرة | لا          | 31°24′14″N 30°25′14″E / 31.403875°N 30.4204583°E  | صورة |
| EG-BH-015 | مسجد دومقسيس       | قديم | رشيد         | رشيد       | البحيرة | لا          | 31°24′14″N 30°25′14″E / 31.403875°N 30.4204583°E  | صورة |
| EG-BH-016 | مسجد العرابي       | قديم | رشيد         | رشيد       | البحيرة | لا          | 31°24′14″N 30°25′14″E / 31.403875°N 30.4204583°E  | صورة |
| EG-BH-017 | مسجد الشيخ تقا     | | رشيد         | رشيد       | البحيرة | لا          |                                                   | صورة |
| EG-BH-018 | زاوية الشيخ قنديل  | قديم | رشيد         | رشيد       | البحيرة | لا          | 31°24′14″N 30°25′14″E / 31.403875°N 30.4204583°E  | صورة |
| EG-BH-019 | زاوية الباشا       | قديم | رشيد         | رشيد       | البحيرة | لا          | 31°24′14″N 30°25′14″E / 31.403875°N 30.4204583°E  | صورة |
| EG-BH-020 | مسجد العباسي       | تاريخ إنشائه 1224هـ – 1809م | رشيد         | رشيد       | البحيرة | لا          | 31°24′14″N 30°25′14″E / 31.403875°N 30.4204583°E  | صورة |
| EG-BH-021 | مسجد أبو مندور     | تاريخ إنشائه عام 1312هـ – 1897م | رشيد         | رشيد       | البحيرة | لا          | 31°24′14″N 30°25′14″E / 31.403875°N 30.4204583°E  | صورة |
| EG-BH-022 | حمام عزوز          | قديم | رشيد         | رشيد       | البحيرة | لا          |                                                   | }}   |
| EG-BH-023 | طاحونة أبوشاهين    | من أقدم الطواحين بناها عثمان أغا الطوبجى وخصصت لطحن الغلال. | رشيد         | رشيد       | البحيرة | لا          |                                                   | }}   |
| EG-BH-024 | منزل بسيوني        | قديم | رشيد         | رشيد       | البحيرة | لا          | 31°24′05″N 30°25′08″E / 31.4013041°N 30.4189286°E | }}   |
| EG-BH-025 | منزل كوهية         | قديم | رشيد         | رشيد       | البحيرة | لا          | 31°24′05″N 30°25′08″E / 31.4012994°N 30.4187778°E | }}   |
| EG-BH-026 | منزل رمضان         | قديم | رشيد         | رشيد       | البحيرة | لا          | 31°24′05″N 30°25′09″E / 31.401300°N 30.419112°E   | }}   |
| EG-BH-027 | منزل محارم         | قديم | رشيد         | رشيد       | البحيرة | لا          | 31°24′05″N 30°25′09″E / 31.4013091°N 30.419227°E  | }}   |
| EG-BH-028 | منزل الجمل         | | رشيد         | رشيد       | البحيرة | لا          | 31°24′05″N 30°25′10″E / 31.401311°N 30.4193334°E  | صورة |
| EG-BH-029 | منزل أبوهم         | | رشيد         | رشيد       | البحيرة | لا          | 31°24′05″N 30°25′09″E / 31.401409°N 30.4192156°E  | صورة |
| EG-BH-030 |                    | | رشيد         | رشيد       | البحيرة | لا          |                                                   | صورة |
| EG-BH-031 |                    | | رشيد         | رشيد       | البحيرة | لا          |                                                   | صورة |
| EG-BH-032 |                    | | رشيد         | رشيد       | البحيرة | لا          |                                                   | صورة |
| EG-BH-033 |                    | | رشيد         | رشيد       | البحيرة | لا          |                                                   | صورة |

## محافظة الدقهلية
| رقم        | اسم                | وصف | موقع        | مركز/مدينة | محافظة   | تصريح تصوير | الإحداثيات                                      | صورة |
| ---------- | ------------------ | --- | ----------- | ---------- | -------- | ----------- | ----------------------------------------------- | ---- |
| EG-DAK-001 | دار ابن لقمان      |     |             |            | الدقهلية |             |                                                 | صورة |
| EG-DAK-002 | دير القديسة دميانة |     | براري بلقاس |            | الدقهلية | نعم         | 31°17′41″N 31°23′20″E / 31.294670°N 31.388946°E | صورة |

## محافظة السويس
| رقم        | اسم                  | وصف  | موقع | مركز/مدينة | محافظة | تصريح تصوير | الإحداثيات | صورة |
| ---------- | -------------------- | ---- | ---- | ---------- | ------ | ----------- | ---------- | ---- |
| EG-SWS-001 | قصر محمد على بالسويس | حديث |      | السويس     | السويس | لا          |            | صورة |

## محافظة الشرقية
| رقم        | اسم        | وصف  | موقع | مركز/مدينة | محافظة  | تصريح تصوير | الإحداثيات                                      | صورة                                   |
| ---------- | ---------- | ---- | ---- | ---------- | ------- | ----------- | ----------------------------------------------- | -------------------------------------- |
| EG-ZAG-001 | مسجد الفتح | قديم |      | الزقازيق   | الشرقية | لا          | 30°35′11″N 31°29′28″E / 30.586393°N 31.491052°E | [[ملف: \|150x150px\|مركز\|حدود\|قديم]] |

## محافظة الغربية
| رقم        | اسم                | وصف | موقع | مركز/مدينة | محافظة  | تصريح تصوير | الإحداثيات | صورة |
| ---------- | ------------------ | --- | ---- | ---------- | ------- | ----------- | ---------- | ---- |
| EG-GHA-001 | منطقة أثار صالحجر  |     |      |            | الغربية |             |            | صورة |
| EG-GHA-002 | معبد بهبيت الحجارة |     |      |            | الغربية |             |            | صورة |

## محافظة الفيوم
| رقم       | اسم                | وصف | موقع | مركز/مدينة | محافظة | تصريح تصوير | الإحداثيات                                      | صورة |
| --------- | ------------------ | --- | ---- | ---------- | ------ | ----------- | ----------------------------------------------- | ---- |
| EG-Fy-001 | أطلال مدينة كرانيس | |      |            | الفيوم |             | 29°30′19″N 30°53′13″E / 29.505159°N 30.886837°E | صورة |
| EG-Fy-002 | المسجد المعلق      | |      |            | الفيوم |             | 29°18′32″N 30°50′16″E / 29.308957°N 30.837904°E | صورة |
| EG-Fy-003 | وادي الحيتان       | |      |            | الفيوم |             | 29°16′25″N 30°02′31″E / 29.273653°N 30.041992°E | صورة |
| EG-Fy-004 | قصر قارون          | هو معبد من العصر اليونانى الرومانى وخصص لعبادة الإله سوبك و"ديونيسيوس" إله الخمر والحب "عند الرومان". |      | الفيوم     | الفيوم |             | 29°24′20″N 30°25′06″E / 29.405590°N 30.418337°E | صورة |
| EG-Fy-005 | هرم سيلا           | هرم سيلا هو هرم مصري يعود تاريخ إنشاءه إلى عهد الأسرة الثالثة وهو مبنى على مرتفع وله شكل مدرج ويقع على الحافة الشرقية لمنخفض الفيوم مواجهاً لقرية الروبيات شرق الفيوم. |      | الفيوم     | الفيوم |             | 29°22′57″N 31°03′13″E / 29.382586°N 31.053505°E | صورة |
| EG-Fy-006 | هرم هوارة          | هو هرم من الطوب اللبن المكسى بالحجر الجيرى . كان الارتفاع الاصلي للهرم 58 متر وطول كل ضلع 105 متر ، ولم يبقى من ارتفاعه الآن سوي 20 متر. ويحتوي الهرم على دهاليز وحجرات كثيرة ، تنتهي بحجرة الدفن . وجد بها تابوتا حجريا ضخما من قطعة واحدة من حجر الكوارتزيت يصل وزنها إلى 110 طن |      | الفيوم     | الفيوم |             | 29°16′27″N 30°53′56″E / 29.274130°N 30.898896°E | صورة |
| EG-Fy-007 | أطلال مدينة ماضي   | مدينة أثرية في جنوب غرب محافظة الفيوم وتضم أطلال معابد بناها أمنمحات الثالث وأمنمحات الرابع من الأسرة الثانية عشر. ثم أضيفت إليه إضافات في العصر الرومانى، حيث وضعت به تماثيل أسود لها رؤوس آدمية، ويعتبر أكبر معبد باقى من الدولة الوسطى في مصر.                                  |      | الفيوم     | الفيوم |             | 29°11′32″N 30°38′32″E / 29.192200°N 30.642323°E | صورة |

## محافظة القاهرة
| رقم      | اسم                                                                 | وصف  | موقع            | مركز/مدينة              | محافظة           | تصريح تصوير | الإحداثيات                                      | صورة               |
| -------- | ------------------------------------------------------------------- | ---- | --------------- | ----------------------- | ---------------- | ----------- | ----------------------------------------------- | ------------------ |
| EG-C-001 | كوبري قصر النيل                                                     | قديم |                 | القاهرة                 | القاهرة          | لا          | 30°02′37″N 31°13′46″E / 30.043747°N 31.229464°E | قديم · Upload file |
| EG-C-002 | مسجد الرفاعي                                                        | قديم |                 | القاهرة                 | القاهرة          | لا          | 31°18′37″N 30°09′16″E / 31.310406°N 30.154564°E | قديم · Upload file |
| EG-C-003 | مسجد السلطان حسن                                                    | حديث |                 | القاهرة                 | القاهرة          | نعم         | 30°01′55″N 31°15′24″E / 30.0319°N 31.2567°E     | صورة               |
| EG-C-004 | جامعة الأزهر                                                        | قديم |                 | القاهرة                 | القاهرة          | نعم         | 30°02′45″N 31°15′45″E / 30.045833°N 31.2625°E   | صورة               |
| EG-C-005 | وكالة الغوري                                                        | قديم |                 | القاهرة                 | القاهرة          | لا          | 30°02′46″N 31°15′36″E / 30.046°N 31.2599°E      | صورة               |
| EG-C-006 | شارع المعز لدين الله الفاطمي                                        | قديم |                 | القاهرة                 | القاهرة          | لا          | 30°02′48″N 31°15′36″E / 30.0467°N 31.26°E       | صورة               |
| EG-C-007 | المساكن (بيت الكريتلية، زينب خاتون،...)                             | قديم |                 | القاهرة                 | القاهرة          | لا          | 30°02′41″N 31°15′48″E / 30.044675°N 31.263255°E | صورة               |
| EG-C-008 | باب زويلة                                                           | قديم |                 | القاهرة                 | القاهرة          | لا          | 30°02′34″N 31°15′28″E / 30.0428°N 31.2578°E     | صورة               |
| EG-C-009 | جامع المؤيد شيخ                                                     | قديم |                 | القاهرة                 | القاهرة          | لا          | 30°02′35″N 31°15′27″E / 30.0431°N 31.2575°E     | صورة               |
| EG-C-010 | قصر البارون                                                         | حديث |                 | القاهرة                 | القاهرة          | نعم         | 30°05′12″N 31°19′49″E / 30.086667°N 31.330278°E | صورة               |
| EG-C-011 | قصر الأمير طاز                                                      | قديم |                 | القاهرة                 | القاهرة          | نعم         | 30°01′55″N 31°15′12″E / 30.0319°N 31.2533°E     | صورة               |
| EG-C-012 | قصر عابدين                                                          | قديم | عابدين          | القاهرة                 | القاهرة          | نعم         | 30°02′30″N 31°14′54″E / 30.041667°N 31.248333°E | صورة               |
| EG-C-013 | قصر محمد علي بالمنيل                                                | قديم | المنيل          | القاهرة                 | القاهرة          | نعم         | 30°01′15″N 31°13′32″E / 30.0208°N 31.2256°E     | صورة               |
| EG-C-014 | متحف محمد علي بشبرا                                                 | قديم | شبرا            | القاهرة                 | القاهرة          | نعم         | 30°07′24″N 31°15′39″E / 30.123297°N 31.260961°E | صورة               |
| EG-C-015 | كوبري الروضة                                                        | حديث |                 | القاهرة                 | القاهرة          | لا          | 30°00′57″N 31°13′41″E / 30.015878°N 31.228072°E | صورة               |
| EG-C-016 | المتحف المصري                                                       | قديم |                 | القاهرة                 | القاهرة          | لا          | 30°15′07″N 31°08′24″E / 30.252°N 31.14°E        | صورة               |
| EG-C-017 | ميادين وسط البلد                                                    | حديث |                 | القاهرة                 | القاهرة          | لا          | 30°02′51″N 31°14′18″E / 30.0475°N 31.238333°E   | صورة               |
| EG-C-018 | دار الكتب                                                           | حديث | السيدة زينب     | القاهرة                 | القاهرة          | لا          | 30°03′59″N 31°13′39″E / 30.066389°N 31.2275°E   | صورة               |
| EG-C-019 | حديقة الأزهر                                                        | حديث |                 | القاهرة                 | القاهرة          | لا          | 30°02′26″N 31°15′53″E / 30.040523°N 31.264631°E | صورة               |
| EG-C-020 | سور مجرى العيون                                                     | قديم |                 | القاهرة                 | القاهرة          | لا          | 30°01′15″N 31°14′27″E / 30.020721°N 31.240964°E | صورة               |
| EG-C-021 | جزيرة المعادي                                                       | قديم |                 | المعادي                 | القاهرة          | لا          | 29°57′54″N 31°14′20″E / 29.965048°N 31.238893°E | صورة               |
| EG-C-022 | وادي دجلة                                                           | حديث | التجمع الخامس   | القاهرة                 | القاهرة          | لا          | 29°57′36″N 31°19′51″E / 29.959888°N 31.330723°E | صورة               |
| EG-C-023 | الجامع الأزهر                                                       | قديم |                 | القاهرة                 | القاهرة          | لا          | 30°01′28″N 31°09′16″E / 30.024474°N 31.154524°E | صورة               |
| EG-C-024 | دار الأوبرا المصرية                                                 | حديث |                 | القاهرة                 | القاهرة          | نعم         | 30°02′33″N 31°13′25″E / 30.04245°N 31.22353°E   | صورة               |
| EG-C-025 | مبنى الإذاعة والتليفزيون المصري (ماسبيرو)                           | حديث | بولاق أبو العلا | القاهرة                 | القاهرة          | نعم         | 30°03′12″N 31°13′51″E / 30.053333°N 31.230833°E | صورة               |
| EG-C-026 | حديقة الأسماك                                                       | حديث |                 | القاهرة                 | القاهرة          | لا          | 30°03′24″N 31°13′07″E / 30.056537°N 31.218624°E | صورة               |
| EG-C-027 | حديقة الأورمان                                                      | حديث |                 | الجيزة                  | الجيزة           | لا          | 30°01′45″N 31°12′47″E / 30.029039°N 31.212977°E | صورة               |
| EG-C-028 | مستشفى 57357                                                        | حديث | السيدة زينب     | القاهرة                 | القاهرة (محافظة) | لا          | 30°01′08″N 31°14′01″E / 30.0189°N 31.2336°E     | حديث · Upload file |
| EG-C-029 | محطة مصر                                                            | قديم | رمسيس           | القاهرة                 | القاهرة (محافظة) | لا          | 30°03′49″N 31°14′50″E / 30.063611°N 31.247222°E | قديم · Upload file |
| EG-C-030 | أضرحة المقطم، (ضريح بن عطاءالله السكندري،...)                       | قديم | المقطم          | القاهرة                 | القاهرة          | لا          | 30°01′21″N 31°15′08″E / 30.022439°N 31.252249°E | صورة               |
| EG-C-031 | جامع أحمد بن طولون                                                  | قديم | القاهرة القديمة | القاهرة                 | القاهرة          | لا          | 30°01′44″N 31°14′58″E / 30.02875°N 31.249528°E  | صورة               |
| EG-C-032 | متحف طه حسين                                                        | حديث |                 | القاهرة                 | القاهرة          | نعم         | 30°00′17″N 31°11′06″E / 30.004683°N 31.185014°E | صورة               |
| EG-C-033 | الكنيسة المعلقة                                                     | قديم |                 | القاهرة                 | القاهرة          | لا          | 30°00′19″N 31°13′48″E / 30.005388°N 31.230081°E | قديم · Upload file |
| EG-C-034 | برج القاهرة                                                         | حديث | الزمالك         | القاهرة                 | القاهرة          | لا          | 30°02′45″N 31°13′28″E / 30.045833°N 31.224444°E | حديث · Upload file |
| EG-C-035 | كورنيش الزمالك                                                      | حديث | الزمالك         | القاهرة                 | القاهرة          | لا          | 30°03′38″N 31°12′59″E / 30.060541°N 31.216514°E | صورة               |
| EG-C-036 | متحف الخزف الإسلامي                                                 | حديث |                 | القاهرة                 | القاهرة          | لا          | 30°03′23″N 31°13′23″E / 30.056381°N 31.223064°E | صورة               |
| EG-C-037 | الحديقة اليابانية                                                   | حديث |                 | حلوان                   | القاهرة          | لا          | 29°50′56″N 31°20′25″E / 29.848850°N 31.340214°E | صورة               |
| EG-C-038 | المركز الإستكشافي للعلوم (مركز سوزان مبارك الإستكشافي للعلوم سابقاً) | حديث | مدينة النصر     | القاهرة                 | القاهرة          | لا          | 30°05′37″N 31°17′28″E / 30.093641°N 31.291058°E | صورة               |
| EG-C-039 | الدرب الاحمر بوابه زويله                                            | قديم |                 | القاهرة                 | القاهرة          | نعم         | 30°02′34″N 31°15′28″E / 30.042825°N 31.257841°E | صورة               |
| EG-C-040 | مسجد رابعة العدوية                                                  | قديم |                 | القاهرة                 | القاهرة          | لا          | 30°04′01″N 31°19′32″E / 30.067°N 31.3256°E      | صورة               |
| EG-C-041 | كنيسة البازيليك                                                     | قديم |                 | القاهرة                 | القاهرة          | لا          | 30°05′36″N 31°19′31″E / 30.093444°N 31.325170°E | قديم · Upload file |
| EG-C-042 | كنيسة القديس مارجرجس                                                | قديم |                 | مصر القديمة القاهرة     | القاهرة          | لا          | 30°00′24″N 31°13′53″E / 30.006634°N 31.231394°E | قديم · Upload file |
| EG-C-043 | مسجد ومدرسة الظاهر برقوق                                            | قديم |                 | مصر القديمة القاهرة     | القاهرة          | لا          | 30°02′57″N 31°16′43″E / 30.049119°N 31.278722°E | صورة               |
| EG-C-044 | ضريح يونس الدوادار                                                  | قديم |                 | مصر القديمة القاهرة     | القاهرة          | لا          |                                                 | صورة               |
| EG-C-045 | سبيل وكتاب عبدالرحمن كتخدا                                          | قديم |                 | مصر القديمة القاهرة     | القاهرة          | لا          | 30°03′03″N 31°15′42″E / 30.050710°N 31.261587°E | صورة               |
| EG-C-046 | مسجد المحمودية                                                      | قديم |                 | مصر القديمة القاهرة     | القاهرة          | لا          | 30°01′52″N 31°15′25″E / 30.031124°N 31.256921°E | صورة               |
| EG-C-047 | مسجد قانيباي الرماح                                                 | قديم |                 | مصر القديمة القاهرة     | القاهرة          | لا          | 30°01′56″N 31°15′29″E / 30.032259°N 31.257931°E | صورة               |
| EG-C-048 | بيت السحيمي                                                         | قديم |                 | مصر القديمة القاهرة     | القاهرة          | لا          | 30°03′08″N 31°15′45″E / 30.0522°N 31.2625°E     | صورة               |
| EG-C-049 | مسجد الحسين بن علي                                                  | قديم |                 | مصر القديمة القاهرة     | القاهرة          | لا          | 29°57′14″N 31°06′02″E / 29.953797°N 31.100635°E | صورة               |
| EG-C-050 | مجمع السلطان قلاوون                                                 | قديم |                 | مصر القديمة القاهرة     | القاهرة          | لا          | 30°03′00″N 31°15′40″E / 30.050083°N 31.261111°E | صورة               |
| EG-C-051 | مسجد الأمير صرغتمش الناصري                                          | قديم |                 | مصر القديمة القاهرة     | القاهرة          | لا          | 30°01′49″N 31°15′05″E / 30.030344°N 31.251252°E | صورة               |
| EG-C-052 | مسجد الحاكم بأمر الله                                               | قديم |                 | مصر القديمة القاهرة     | القاهرة          | لا          | 30°03′16″N 31°15′49″E / 30.054571°N 31.263742°E | صورة               |
| EG-C-053 | مسجد الأقمر                                                         | قديم |                 | مصر القديمة القاهرة     | القاهرة          | لا          | 30°03′06″N 31°15′43″E / 30.0517°N 31.2619°E     | صورة               |
| EG-C-054 | مسجد وسبيل سليمان أغا السلحدار                                      | قديم |                 | مصر القديمة القاهرة     | القاهرة          | لا          | 30°03′09″N 31°15′43″E / 30.052430°N 31.261877°E | صورة               |
| EG-C-055 | حمام السلطان إينال                                                  | قديم |                 | مصر القديمة القاهرة     | القاهرة          | لا          |                                                 | صورة               |
| EG-C-056 | مسجد ومدرسة وتكية محمد بك أبو الذهب                                 | قديم |                 | مصر القديمة القاهرة     | القاهرة          | لا          | 30°02′45″N 31°15′42″E / 30.045960°N 31.261784°E | صورة               |
| EG-C-057 | مسجد ومدرسة قنصوه الغوري                                            | قديم |                 | مصر القديمة القاهرة     | القاهرة          | لا          | 30°02′45″N 31°15′36″E / 30.045927°N 31.260038°E | صورة               |
| EG-C-058 | سوق الخيامية                                                        | قديم |                 | مصر القديمة القاهرة     | القاهرة          | لا          | 30°02′29″N 31°15′27″E / 30.041417°N 31.257500°E | صورة               |
| EG-C-059 | مبنى وزارة الخارجية المصرية                                         | حديث |                 | بولاق أبو العلا القاهرة | القاهرة          | لا          | 30°03′20″N 31°13′48″E / 30.0555°N 31.2299°E     | صورة               |
| EG-C-060 | دير سمعان الخراز                                                    | قديم |                 | حي المقطم               | القاهرة          | لا          | 30°01′51″N 31°16′34″E / 30.030921°N 31.276015°E | صورة               |

## محافظة القليوبية
| رقم       | اسم             | وصف  | موقع | مركز/مدينة      | محافظة    | تصريح تصوير | الإحداثيات                                      | صورة |
| --------- | --------------- | ---- | ---- | --------------- | --------- | ----------- | ----------------------------------------------- | ---- |
| EG-KB-001 | القناطر الخيرية | قديم |      | القناطر الخيرية | القليوبية | لا          | 30°11′24″N 31°08′19″E / 30.190039°N 31.138476°E | صورة |
| EG-KB-001 | محلج محمد على   | قديم |      | القناطر الخيرية | القليوبية | لا          | 30°11′25″N 31°08′07″E / 30.190184°N 31.135400°E | صورة |

## محافظة المنوفية
| رقم        | اسم           | وصف  | موقع          | مركز/مدينة | محافظة   | تصريح تصوير | الإحداثيات | صورة |
| ---------- | ------------- | ---- | ------------- | ---------- | -------- | ----------- | ---------- | ---- |
| EG-MON-001 | مدينة السادات | حديث | مدينة السادات | السادات    | المنوفية | لا          |            | صورة |

## محافظة المنيا
| رقم | اسم         | وصف    | موقع | مركز/مدينة | محافظة | تصريح تصوير | الإحداثيات                                      | صورة |
| --- | ----------- | ------ | ---- | ---------- | ------ | ----------- | ----------------------------------------------- | ---- |
|     | تل العمارنة | فرعوني |      |            | المنيا | لا          | 27°39′40″N 30°54′20″E / 27.660987°N 30.905515°E | صورة |
|     | تونا الجبل  | فرعوني |      |            | المنيا | لا          | 27°46′27″N 30°44′22″E / 27.774029°N 30.739315°E | صورة |

## محافظة الوادي الجديد
| رقم | اسم                  | وصف  | موقع | مركز/مدينة | محافظة        | تصريح تصوير | الإحداثيات                                      | صورة |
| --- | -------------------- | ---- | ---- | ---------- | ------------- | ----------- | ----------------------------------------------- | ---- |
|     | معبد هيبيس           | قديم |      | الخارجة    | الوادي الجديد | لا          | 25°28′36″N 30°33′21″E / 25.476576°N 30.555697°E | صورة |
|     | مقابر البجوات        | قديم |      | الخارجة    | الوادي الجديد | لا          | 25°29′07″N 30°33′18″E / 25.485369°N 30.554991°E | صورة |
|     | قرية القصر الاسلامية | قديم |      | الداخلة    | الوادي الجديد | لا          |                                                 | صورة |

## محافظة بني سويف
| رقم        | اسم       | وصف | موقع | مركز/مدينة | محافظة   | تصريح تصوير | الإحداثيات                                      | صورة |
| ---------- | --------- | --- | ---- | ---------- | -------- | ----------- | ----------------------------------------------- | ---- |
| EG-BNI-001 | هرم ميدوم |     |      |            | بني سويف | لا          | 29°23′18″N 31°09′26″E / 29.388345°N 31.157256°E | صورة |

## محافظة بورسعيد
| رقم        | اسم                         | وصف  | موقع     | مركز/مدينة | محافظة  | تصريح تصوير | الإحداثيات                                      | صورة |
| ---------- | --------------------------- | ---- | -------- | ---------- | ------- | ----------- | ----------------------------------------------- | ---- |
| EG-PTS-001 | مبنى ارشاد هيئة قناة السويس | قديم | حي الشرق | بورسعيد    | بورسعيد | لا          | 31°15′26″N 32°18′31″E / 31.257119°N 32.308537°E | صورة |

## محافظة دمياط
| رقم       | اسم                  | وصف                                                                                  | موقع         | مركز/مدينة | محافظة     | تصريح تصوير | الإحداثيات                                      | صورة               |
| --------- | -------------------- | ------------------------------------------------------------------------------------ | ------------ | ---------- | ---------- | ----------- | ----------------------------------------------- | ------------------ |
| EG-DT-001 | جامع البحر           | قديم                                                                                 | كورنيش النيل |            | دميـــــاط | لا          | 31°18′28″N 31°41′36″E / 31.307909°N 31.693326°E | قديم · Upload file |
| EG-DT-002 | بقايا الكوبرى القديم | قديم                                                                                 | كورنيش النيل |            | دميـــــاط | لا          |                                                 | قديم · Upload file |
| EG-DT-002 | طابية عرابي          | حديث. رأس البر- عزبة البرج طابية عرابى بناها الفرنسويون إبان الحملة الفرنسية على مصر | رأس البر     |            | دميـــــاط | لا          | 31°30′03″N 31°50′05″E / 31.500727°N 31.834837°E | صورة               |

## محافظة جنوب سيناء
| رقم | اسم                     | وصف  | موقع        | مركز/مدينة | محافظة     | تصريح تصوير | الإحداثيات                                      | صورة |
| --- | ----------------------- | ---- | ----------- | ---------- | ---------- | ----------- | ----------------------------------------------- | ---- |
|     | دير سانت كاترين         | قديم |             |            | جنوب سيناء | لا          | 28°33′20″N 33°58′34″E / 28.555556°N 33.976111°E | صورة |
|     | قلعة صلاح الدين الأيوبي | قديم | جزيرة فرعون |            | جنوب سيناء | لا          | 29°27′48″N 34°51′34″E / 29.463333°N 34.859444°E | صورة |

## محافظة سوهاج
| رقم        | اسم          | وصف    | موقع | مركز/مدينة | محافظة | تصريح تصوير | الإحداثيات                                      | صورة |
| ---------- | ------------ | ------ | ---- | ---------- | ------ | ----------- | ----------------------------------------------- | ---- |
| EG-SOH-001 | منطقة أبيدوس | فرعوني |      | البلينا    | سوهاج  | لا          | 26°11′01″N 31°55′22″E / 26.183698°N 31.922734°E | صورة |

## محافظة شمال سيناء
| رقم | اسم | وصف | موقع | مركز/مدينة | محافظة     | تصريح تصوير | الإحداثيات | صورة |
| --- | --- | --- | ---- | ---------- | ---------- | ----------- | ---------- | ---- |
|     |     |     |      |            | شمال سيناء | لا          |            | صورة |

## محافظة قنا
| رقم       | اسم        | وصف  | موقع | مركز/مدينة | محافظة | تصريح تصوير | الإحداثيات                                      | صورة |
| --------- | ---------- | ---- | ---- | ---------- | ------ | ----------- | ----------------------------------------------- | ---- |
| EG-KB-001 | معبد دندرة | قديم |      |            | قنا    | لا          | 26°08′31″N 32°40′13″E / 26.141950°N 32.670242°E | صورة |

## محافظة كفر الشيخ
| رقم        | اسم                           | وصف  | موقع       | مركز/مدينة | محافظة    | تصريح تصوير | الإحداثيات                                        | صورة                                  |
| ---------- | ----------------------------- | ---- | ---------- | ---------- | --------- | ----------- | ------------------------------------------------- | ------------------------------------- |
| EG-KFS-004 | بحيرة البرلس                  | جديد | برج البرلس | برج البرلس | كفر الشيخ | لا          | 31°34′59″N 30°59′25″E / 31.5830034°N 30.9903393°E | [[ملف:\|150x150px\|مركز\|حدود\|جديد]] |
| EG-KFS-005 | جبل رمال برج البرلس           | جديد | برج البرلس | برج البرلس | كفر الشيخ | لا          | 31°34′59″N 30°59′25″E / 31.5830034°N 30.9903393°E | [[ملف:\|150x150px\|مركز\|حدود\|جديد]] |
| EG-KFS-006 | تمثال البطل العسكري           | جديد | برج البرلس | برج البرلس | كفر الشيخ | لا          | 31°34′59″N 30°59′25″E / 31.5830034°N 30.9903393°E | [[ملف:\|150x150px\|مركز\|حدود\|جديد]] |
| EG-KFS-007 | بحيرة البرلس المجري التنقلي   | جديد | برج البرلس | برج البرلس | كفر الشيخ | لا          | 31°34′59″N 30°59′25″E / 31.5830034°N 30.9903393°E | [[ملف:\|150x150px\|مركز\|حدود\|جديد]] |
| EG-KFS-008 | مجري ملاحي متصل بميناء البرلس | جديد | برج البرلس | برج البرلس | كفر الشيخ |             | 31°34′59″N 30°59′25″E / 31.5830034°N 30.9903393°E | [[ملف:\|150x150px\|مركز\|حدود\|جديد]] |

## محافظة مطروح
| رقم        | اسم              | وصف  | موقع     | مركز/مدينة | محافظة | تصريح تصوير | الإحداثيات                                      | صورة |
| ---------- | ---------------- | ---- | -------- | ---------- | ------ | ----------- | ----------------------------------------------- | ---- |
| EG-MAT-001 | حمامات كليوباترا | قديم |          | مرسي مطروح | مطروح  | لا          | 31°22′28″N 27°11′24″E / 31.374498°N 27.190097°E | صورة |
| EG-MAT-002 | شاطئ عجيبة       | قديم | عجيبة    | مرسي مطروح | مطروح  | لا          | 31°24′50″N 27°00′23″E / 31.413842°N 27.006489°E | صورة |
| EG-MAT-003 | جامع العوام      | حديث | الكورنيش | مرسي مطروح | مطروح  | لا          | 31°21′26″N 27°13′40″E / 31.357263°N 27.227782°E | صورة |
| EG-MAT-004 | مكتبة مصر العامة | حديث |          | مرسي مطروح | مطروح  | لا          | 31°21′19″N 27°14′16″E / 31.355337°N 27.237665°E | صورة |